# Andy Cappelle
Andy Cappelle (Oostende, 30 april 1979) is een Belgisch voormalig wielrenner. Zijn vader Luc was in de jaren 1977-1978 eveneens profwielrenner.

## Carrière
Cappelle begon zijn carrière als stagiair bij Collstrop, nadat hij eerder dat jaar voor de tweede maal ter rij Belgisch kampioen bij de beloften was geworden, voor onder andere Tom Boonen. Na 3 jaar voor Franse ploegen te hebben gereden, keerde hij in 2004 terug naar België, daar ging hij bij Chocolade Jacques - Wincor Nixdorf rijden. Een jaar later veranderde hij opnieuw van team en vertrok hij naar Landbouwkrediet.
Op 11 april 2007 kwam hij zwaar ten val tijdens de 68ste editie van Gent-Wevelgem. Cappelle ging tegen de grond in de gevaarlijke afdaling van de Kemmelberg. Hierbij liep hij een gebarsten heup op, zo zou later blijken. Cappelle moest lang revalideren, maar wist toch nog een overwinning te boeken. Op 5 augustus kwam hij solo als eerste over de streep in de Sparkassen Giro Bochum.
Na 3 jaar bij de ploeg Landbouwkrediet zag het er voor Cappelle niet zo goed uit. Hij kon niet aan een profcontract komen en reed dan maar als Elite z/c bij de ploeg Palmans-Cras. Tijdens dit jaar (2009) wist hij enkele prijzen in de wacht te slepen. Hij won in onder andere Westrozebeke en Veurne.
Na een jaartje als Elite z/c kon hij toch weer als Profrenner aan de slag bij Willems Verandas in 2010.
Andy Cappelle tekende op 10 augustus 2010 een profcontract bij Quick Step, een echte beloning na een lange zoektocht. Maar had al snel tegenslag door in de Ronde Van West-Vlaanderen te vallen en met een gecompliceerde sleutelbeenbreuk afgevoerd te worden naar het ziekenhuis.
In de 5de etappe van de Dauphiné Libéré kende hij opnieuw pech. Hij viel samen met Nicolas Roche. Roche kwam er met kleerscheuren en enkele schaafwonden vanaf, maar Cappelle liep een herschenschudding, enkele gebroken ribben en een gebroken sleutelbeen op.
Vanaf het seizoen 2012 reed hij voor Accent.Jobs-Willems Veranda's.

## Belangrijkste overwinningen
1999
- Belgisch kampioen op de weg, Beloften

2000
- Belgisch kampioen op de weg, Beloften

2002
- GP Stad Vilvoorde

2006
- GP Raf Jonckheere

2007
- Ronde van Bochum
- 3e etappe Rothaus Regio-Tour

2009
- Veurne
- Moorslede-Slyskapelle
- GP Raf Jonckheere

2010
- Polynormande
- Sluitingsprijs Zwevezele

2012
- Rushesklassement Driedaagse van De Panne-Koksijde

## Resultaten in voornaamste wedstrijden
| Jaar | Ronde van Vlaanderen | Parijs-Roubaix | Amstel Gold Race | Luik-Bast.‑Luik | Parijs-Brussel |
| ---- | -------------------- | -------------- | ---------------- | --------------- | -------------- |
| 2004 |                      | 82e            |                  |                 | 27e            |
| 2006 |                      |                | opgave           | opgave          | 27e            |
| 2007 | 23e                  |                |                  |                 | 130e           |
| 2008 |                      |                |                  | 104e            | 35e            |
| 2010 |                      |                |                  |                 | 36e            |
| 2011 |                      |                |                  |                 | 106e           |
| 2012 | 63e                  |                |                  |                 | 170e           |

## Ploegen
- 2000-Collstrop-De Federale Verzekeringen (stagiair)
- 2001-Saint-Quentin-Oktos
- 2002-Marlux-Ville de Charleroi
- 2003-Marlux-Wincor-Nixdorf
- 2004-Chocolade Jacques-Wincor Nixdorf
- 2006-Landbouwkrediet-Colnago
- 2007-Landbouwkrediet-Tönissteiner
- 2008-Landbouwkrediet-Tönissteiner
- 2008-Versluys-Landbouwkrediet MTB Team
- 2009-Palmans-Cras
- 2010-Willems Verandas
- 2011-Quick Step
- 2012-Accent.Jobs-Willems Veranda's
- 2013-Accent.Jobs-Wanty